# Estelle Balet
Estelle Balet (Sion, 19 december 1994 – Orsières, 19 april 2016) was een Zwitsers snowboarder in de discipline freeride (off-piste). 

## Biografie
Sinds 2010 nam Balet deel aan de Junior Freeride Tour. Vanaf het seizoen 2012-2013 nam ze deel aan de Freeride World Qualifier bij de senioren. Mede dankzij haar winst in Nendaz won ze dat kampioenschap. Door deze winst mocht ze een jaar later uitkomen in de Freeride World Tour. In 2014 werd ze hier tweede. In 2015 en 2016 won ze deze competitie. Ze won twee jaar achter elkaar de zwaarste etappe in Verbier.
Ze kwam om het leven door een lawine tijdens het opnemen van een film in Orsières.